# Église Saint-Denis de Chézy-en-Orxois
L'église Saint-Denis est une église située à Chézy-en-Orxois, en France.

## Localisation
L'église est située sur la commune de Chézy-en-Orxois, dans le département de l'Aisne.

## Historique
Le monument est classé au titre des monuments historiques en 1920.